# デイ・アフター 首都水没
『デイ・アフター 首都水没』（デイ・アフター しゅとすいぼつ、原題：Flood）は、2007年製作のイギリス映画。ロンドンが洪水に襲われる、パニック映画である。
日本では、標記邦題でDVD発売、テレビ放送されている。

## ストーリー
スコットランド地方に大きな被害を与えたハリケーン並みの暴風雨がロンドンに接近していた。洪水の専門家である老教授のレナード・モリソンは、嵐と大潮と高潮が重なる今回は、大洪水がロンドン市街を襲うと警告した。
レナードの息子ロブは、テムズ河口に設けられた巨大堤防「テムズバリア」のエンジニアであり、ロブの妻サム(サマンサ)は同施設の責任者だった。洪水が堤防を超えるというレナードの予想を信じて、普段は開いているゲートの閉鎖を命じるサム。頑固なレナードと疎遠にしているロブだが、今回は父の説を受け入れ、共に政府を説得した。猶予は3時間しか無く、市民を緊急避難させる首脳部。
予想通りに大洪水が起こり、巻き込まれる市民たち。「テムズバリア」の施設にいたサムとロブも進入した水に流され、高い建物の地下に潜り込んだ。周囲の人々を励ましながら上部を目指すロブとサム。
それぞれの場所で生き残りをかけて水から逃れる人々。何とか助かったロブとサムは、レナードと連絡を取り、「テムズバリア」に戻った。閉まっているゲートをタイミング良く開くと、水が河口へ向け引いて行くと説明するレナード。だが、そのためには施設の排水が必要で、排水装置は浸水していた。潜水して排水装置を作動させた者は戻れず、ボンベの酸素が尽きるという。ロブが行こうとする前に、ドアをロックして排水装置に向かうレナード。
軍部はゲートの爆破を立案し、爆撃機に発進を命じた。退避せずに作業を続けるロブとサム。命を捨てたレナードの働きで、ゲートは無事に開いた。さらなる被害は食い止められ、被災地では生き残った市民の家族が再会を果たした。

## キャスト
※括弧内は日本語吹き替え
- ロブ・モリソン - ロバート・カーライル（てらそままさき）

海洋技師。
- サマンサ・モリソン - ジェサリン・ギルシグ（宮島依里）

ロブの元妻。ロブと同じ施設で働いている。
- レナード・モリソン - トム・コートネイ（大塚周夫）

ロブの父親。環境気象学者。
- キャンベル副首相 - デヴィッド・スーシェ（壤晴彦）
- パトリシア・ナッシュ警視庁長官 - ジョアンヌ・ウォーリー（一柳みる）
- アシュクロフト少将 - デヴィッド・ヘイマン（納谷六朗）
- キース・ホプキンズ気象局局長 - ナイジェル・プラナー（佐々木敏）
- ニッキー・フラー環境局局長 - ポピー・ミラー（野沢由香里）
- クレア・ナッシュ - サラ・ラングリッジ（永田亮子）
- 英国首相 - マイク・トンプソン（糸博）
- ニール - ラルフ・ブラウン
- メル - ジェイド・デビッドソン
- ザック - トム・ハーディ
- ビル - アンガス・バーネット

## スタッフ
- 監督 - トニー・ミッチェル
- 製作 - ピーター・マカリーズ、ジャスティン・ボドル、マイケル・プラパス、フィリップ・キー、ジュヌヴィエーヴ・ホフマイア
- 製作総指揮 - エヴァ・ラドヴァンスカ
- 原作 - リチャード・ドイル
- 脚本 - ジャスティン・ボドル、マシュー・コープ
- 音楽 - デビー・ワイズマン
- 編集 - サイモン・ウェッブ